# Kjeld Gustav Knuth-Winterfeldt
Kjeld Gustav greve Knuth-Winterfeldt (17. februar 1908 i København – 22. december 1992) var en dansk hofmarskal, kammerherre, diplomat og godsejer, bror til Eggert Knuth-Winterfeldt.

## Biografi
Han var søn af greve Viggo Christian Knuth-Winterfeldt (død 1946) og hustru Clara f. Grüner (død 1971), blev student fra Roskilde Katedralskole 1926 og cand.jur. 1931. Han var vikar i Udenrigsministeriet 1931, sekretær 1933, vicekonsul i Hamburg 1935, legationssekretær i Tokyo 1938, vicekonsul i Hamburg 1941, sekretær i Udenrigsministeriet 1942, fuldmægtig 1945 og kontorchef 1950. Dernæst var han gesandt i Buenos Aires, Santiago de Chile, Montevideo og La Paz 1950; tillige i Asuncion 1951, ambassadør i særlig mission ved præsidentskifterne i Uruguay (1951) og Chile (1952), chef for Udenrigsministeriets erhvervskontor 1954, assisterende chef for den økonomisk-politiske afdeling 1956, ambassadør i Ghana 2.-17. marts 1957 i anledning af uafhængighedsfestlighederne, ambassadør i Washington D.C. 1958, i Paris 1965, i Bonn samt leder af militærmissionen i Berlin 1966. 1972 blev han hofmarskal hos H.M. dronningen og H.K.H. prins Henrik.
Han var desuden Storkorsridder i diam. af Dannebrog fra 1976 mm., leder af den danske erhvervsdelegation til Indien 1957 samt af delegationen til forhandling om handelsaftale med Kina 1957 og Sovjetunionen 1958.
Han var ejer af Rosendal gods (hovedgårdene Rosendal og Margrethelund og avlsgården Godthåb) 1942-72, derefter alene af Godthåb.
Knuth-Winterfeldt blev gift 8. december 1938 med Gertrud Lina f. Baumann, f. 15. november 1911 i Lugano, Schweiz, datter af generaldirektør i Schweizerischer Bankverein Adolf Baumann (død 1930) og hustru Lina May f. Bebier (død 1962).